# Maray de Matalacas
Maray de Matalacas es un caserío peruano ubicado en el distrito de Pacaipampa, perteneciente a la provincia de Ayabaca del departamento de Piura, al norte del Perú. 

## Ubicación
Maray de Matalacas se ubica al sur de la provincia de Ayabaca, en el distrito de Pacaipampa, en el departamento de Piura.

## Demografía
En 2017 Maray de Matalacas tenía una población de 269 habitantes.
| Gráfica de evolución demográfica de Maray de Matalacas entre 1993 y 2017 |
|                                                                          |
| Fuentes: Población 1993 y 2017                                           |